# Peru a 2020. évi nyári olimpiai játékokon
Peru a japán Tokióban megrendezett 2020. évi nyári olimpiai játékok egyik részt vevő nemzete volt. Az országot 17 sportágban 35 sportoló képviselte, akik érmet nem szereztek.

## Atlétika
Férfi
| Versenyző         | Versenyszám     | Döntő   | Döntő    |
| Versenyző         | Versenyszám     | Idő     | Helyezés |
| ----------------- | --------------- | ------- | -------- |
| Cristhian Pacheco | Maraton         | 2:22,12 | 60.      |
| Luis Henry Campos | 20 km gyaloglás | 1:30,58 | 43.      |
| César Rodríguez   | 20 km gyaloglás | 1:24,40 | 21.      |

Női
| Versenyző         | Versenyszám     | Döntő         | Döntő         |
| Versenyző         | Versenyszám     | Idő           | Helyezés      |
| ----------------- | --------------- | ------------- | ------------- |
| Jovana de la Cruz | Maraton         | 2:36,38       | 40.           |
| Gladys Tejeda     | Maraton         | 2:34,21       | 27.           |
| Mary Luz Andia    | 20 km gyaloglás | 1:35,25       | 24.           |
| Kimberly García   | 20 km gyaloglás | nem ért célba | nem ért célba |
| Leyde Guerra      | 20 km gyaloglás | 1:38,10       | 36.           |

## Birkózás
| Versenyző     | Versenyszám             | Nyolcaddöntő    | Negyeddöntő | Elődöntő | Vigaszág | Bronz- mérkőzés | Döntő   | Helyezés |
| ------------- | ----------------------- | --------------- | ----------- | -------- | -------- | --------------- | ------- | -------- |
| Pool Ambrocio | Férfi 86 kg szabadfogás | Lin (CHN) · 0-4 | kiesett     | kiesett  | kiesett  | kiesett         | kiesett | kiesett  |

## Cselgáncs
| Versenyző     | Versenyszám      | 32-es főtábla      | Nyolcaddöntő | Negyeddöntő | Elődöntő | Vigaszág elődöntő | Bronzmérkőzés | Döntő   | Helyezés |
| ------------- | ---------------- | ------------------ | ------------ | ----------- | -------- | ----------------- | ------------- | ------- | -------- |
| Juan Postigos | Férfi harmatsúly | Katz (AUS) · 00-10 | kiesett      | kiesett     | kiesett  | kiesett           | kiesett       | kiesett | kiesett  |

## Evezés
| Versenyző     | Versenyszám  | Előfutam | Előfutam | Vigaszág | Vigaszág | Negyeddöntő | Negyeddöntő | Elődöntő | Elődöntő | Elődöntő | Döntő | Döntő   | Döntő | Helyezés |
| Versenyző     | Versenyszám  | Idő      | Hely.    | Idő      | Hely.    | Idő         | Hely.       | Típus    | Idő      | Hely.    | Típus | Idő     | Hely. | Helyezés |
| ------------- | ------------ | -------- | -------- | -------- | -------- | ----------- | ----------- | -------- | -------- | -------- | ----- | ------- | ----- | -------- |
| Álvaro Torres | Férfi egypár | 7:07,92  | 3.       |          |          | 7:31,85     | 4.          | C/D      | 7:02,49  | 1.       | C     | 7:03,69 | 5.    | 17.      |

## Gördeszkázás
| Versenyző           | Versenyszám        | Selejtező | Selejtező | Döntő | Döntő | Helyezés |
| Versenyző           | Versenyszám        | Pont      | Hely.     | Pont  | Hely. | Helyezés |
| ------------------- | ------------------ | --------- | --------- | ----- | ----- | -------- |
| Angelo Caro Narvaez | Férfi egyéni utcai | 32.93     | 7         | 32.87 | 5     | 5.       |

## Hullámlovaglás
| Versenyző        | Versenyszám | 1. forduló | 1. forduló | 2. forduló               | 2. forduló | 3. forduló                    | Negyeddöntő               | Elődöntő | Döntő    | Helyezés |
| Versenyző        | Versenyszám | Pont       | Hely.      | Pont                     | Hely.      | Ellenfél                      | Ellenfél                  | Ellenfél | Ellenfél | Helyezés |
| ---------------- | ----------- | ---------- | ---------- | ------------------------ | ---------- | ----------------------------- | ------------------------- | -------- | -------- | -------- |
| Lucca Mesinas    | Férfi       | 11.40      | 1          |                          |            | Fioravanti (ITA) · 10.77–8.86 | Wright (AUS) · 7.83–12.74 | kiesett  | kiesett  | kiesett  |
| Miguel Tudela    | Férfi       | 10.67      | 2          | Óhara (JPN) · 9.63-10.00 | kiesett    | kiesett                       | kiesett                   | kiesett  |          |          |
| Sofía Mulánovich | Női         | 7.80       | 3          | 9.36                     | 3          | Moore (USA) · 9.90-10.34      | kiesett                   | kiesett  | kiesett  | kiesett  |
| Daniella Rosas   | Női         | 7.50       | 4          | 8.14                     | 5          | kiesett                       | kiesett                   | kiesett  | kiesett  | kiesett  |

## Karate
| Versenyző        | Versenyszám | Csoportkör                                                                              | Hely | Elődöntő | Döntő   | Helyezés |
| ---------------- | ----------- | --------------------------------------------------------------------------------------- | ---- | -------- | ------- | -------- |
| Alexandra Grande | Női 61 kg   | Szerjohina (UKR) · 1-6 · Farouk (EGY) · 0-2 · Preković (SRB) · 0-1 · Sadini (MAR) · 3-1 | 4    | kiesett  | kiesett | kiesett  |

## Kerékpározás
| Versenyző      | Versenyszám         | Idő           | Helyezés      |
| -------------- | ------------------- | ------------- | ------------- |
| Royner Navarro | Férfi mezőnyverseny | nem ért célba | nem ért célba |

## Ökölvívás
| Versenyző        | Versenyszám      | Selejtező             | Nyolcaddöntő            | Negyeddöntő | Elődöntő | Döntő   | Helyezés |
| ---------------- | ---------------- | --------------------- | ----------------------- | ----------- | -------- | ------- | -------- |
| Leodan Pezo      | Férfi könnyűsúly | Safiullin (KAZ) · 0-5 | kiesett                 | kiesett     | kiesett  | kiesett | kiesett  |
| José María Lúcar | Férfi nehézsúly  |                       | Abduljabbar (GER) · 0-5 | kiesett     | kiesett  | kiesett | kiesett  |

## Sportlövészet
Férfi
| Versenyző           | Versenyszám          | Selejtező | Selejtező | Döntő   | Döntő    |
| Versenyző           | Versenyszám          | Pont      | Helyezés  | Pont    | Helyezés |
| ------------------- | -------------------- | --------- | --------- | ------- | -------- |
| Marko Carrillo      | Légpisztoly          | 569       | 29        | kiesett | kiesett  |
| Marko Carrillo      | Gyorstüzelő pisztoly | 572       | 18        | kiesett | kiesett  |
| Alessandro de Souza | Trap                 | 118       | 27        | kiesett | kiesett  |
| Nicolás Pacheco     | Skeet                | 122       | 8         | kiesett | kiesett  |

## Súlyemelés
| Versenyző    | Versenyszám | Szakítás | Szakítás | Lökés    | Lökés    | Összesen | Helyezés |
| Versenyző    | Versenyszám | Eredmény | Helyezés | Eredmény | Helyezés | Összesen | Helyezés |
| ------------ | ----------- | -------- | -------- | -------- | -------- | -------- | -------- |
| Marcos Rojas | Férfi 61 kg | 105 kg   | 14       | 135 kg   | 12       | 240 kg   | 12       |

## Tenisz
| Versenyző           | Versenyszám | 64-es főtábla            | 32-es főtábla | Nyolcaddöntő | Negyeddöntő | Elődöntő | Bronz- mérkőzés | Döntő   | Helyezés |
| ------------------- | ----------- | ------------------------ | ------------- | ------------ | ----------- | -------- | --------------- | ------- | -------- |
| Juan Pablo Varillas | Férfi egyes | Schwartzman (ARG)5-7;4-6 | kiesett       | kiesett      | kiesett     | kiesett  | kiesett         | kiesett | kiesett  |

## Tollaslabda
| Versenyző      | Versenyszám | Csoportkör                                                   | Hely | Nyolcaddöntő | Negyeddöntő | Elődöntő | Bronz- mérkőzés | Döntő   | Helyezés |
| -------------- | ----------- | ------------------------------------------------------------ | ---- | ------------ | ----------- | -------- | --------------- | ------- | -------- |
| Daniela Macías | Női egyes   | Ongbamrungphan (THA) · 4-21;9-21 · Kuuba (EST) · 19-21;13-21 | 3    | kiesett      | kiesett     | kiesett  | kiesett         | kiesett | kiesett  |

## Torna
| Versenyző     | Versenyszám          | Selejtező | Selejtező | Döntő    | Döntő    |
| Versenyző     | Versenyszám          | Pontszám  | Helyezés  | Pontszám | Helyezés |
| ------------- | -------------------- | --------- | --------- | -------- | -------- |
| Ariana Orrego | Női egyéni összetett | 47.031    | 74        | kiesett  | kiesett  |

## Úszás
| Versenyző       | Versenyszám       | Előfutam | Előfutam | Előfutam | Elődöntő | Elődöntő | Elődöntő | Döntő   | Döntő    |
| Versenyző       | Versenyszám       | Idő      | Hely.    | Össz.    | Idő      | Hely.    | Össz.    | Idő     | Helyezés |
| --------------- | ----------------- | -------- | -------- | -------- | -------- | -------- | -------- | ------- | -------- |
| Joaquín Vargas  | Férfi 200 m gyors | 1:49.93  | 3        | 35       | kiesett  | kiesett  | kiesett  | kiesett | kiesett  |
| Joaquín Vargas  | Férfi 400 m gyors | 3:52.94  | 3        | 25       |          |          |          | kiesett | kiesett  |
| McKenna DeBever | Női 100 m hát     | 1:02.09  | 2        | 31       | kiesett  | kiesett  | kiesett  | kiesett | kiesett  |
| McKenna DeBever | Női 200 m vegyes  | 2:15.86  | 1        | 24       | kiesett  | kiesett  | kiesett  | kiesett | kiesett  |

## Vitorlázás
Férfi
| Versenyző         | Versenyszám | Futam | Futam | Futam | Futam | Futam | Futam | Futam | Futam | Futam | Futam | Futam   | Pontszám | Helyezés |
| Versenyző         | Versenyszám | 1     | 2     | 3     | 4     | 5     | 6     | 7     | 8     | 9     | 10    | É       | Pontszám | Helyezés |
| ----------------- | ----------- | ----- | ----- | ----- | ----- | ----- | ----- | ----- | ----- | ----- | ----- | ------- | -------- | -------- |
| Stefano Peschiera | Laser       | 12    | 26    | 21    | 18    | 19    | 33    | 19    | 15    | 14    | 36    | kiesett | 177      | 25       |

Női
| Versenyző                        | Versenyszám  | Futam | Futam | Futam | Futam | Futam | Futam | Futam | Futam | Futam | Futam | Futam | Futam | Futam   | Pontszám | Helyezés |
| Versenyző                        | Versenyszám  | 1     | 2     | 3     | 4     | 5     | 6     | 7     | 8     | 9     | 10    | 11    | 12    | É       | Pontszám | Helyezés |
| -------------------------------- | ------------ | ----- | ----- | ----- | ----- | ----- | ----- | ----- | ----- | ----- | ----- | ----- | ----- | ------- | -------- | -------- |
| María Belén Bazo                 | Szörf        | 14    | 13    | 17    | 15    | 8     | 5     | 12    | 12    | 11    | 15    | 11    | 14    | kiesett | 130      | 13       |
| Paloma Schmidt                   | Laser radial | 17    | 37    | 39    | 38    | 29    | 35    | 32    | 35    | 31    | 11    |       |       | kiesett | 265      | 36       |
| Diana Tudela María Pia van Oordt | 49erFX       | 19    | 18    | 22    | 19    | 18    | 17    | 17    | 18    | 16    | 16    | 5     | 11    | kiesett | 174      | 20       |

## Vívás
| Versenyző        | Versenyszám           | 32-es főtábla      | Nyolcaddöntő | Negyeddöntő | Elődöntő | Bronz- mérkőzés | Döntő   | Helyezés |
| ---------------- | --------------------- | ------------------ | ------------ | ----------- | -------- | --------------- | ------- | -------- |
| María Luisa Doig | Női párbajtőr, egyéni | Kong (HKG) · 11-15 | kiesett      | kiesett     | kiesett  | kiesett         | kiesett | kiesett  |